# Ильичёвка (Северо-Казахстанская область)
Ильичёвка (каз. Ильич) — село в Тайыншинском районе Северо-Казахстанской области Казахстана. Село входит в состав Амандыкского сельского округа. Код КАТО — 596036500.
Вблизи села проходит автомобильная дорога А-13 "Кокшетау — Бидайык (Казахстано-Российская граница)".

## География
Расположено около озера Сексембайсор.

## Население
В 1999 году население села составляло 632 человека (303 мужчины и 329 женщин). По данным переписи 2009 года, в селе проживало 527 человек (252 мужчины и 257 женщин).

## Экономика
В поселении с 2016 года действует казахстано-китайский завод «Тайынша-май» по производству нерафинированного рапсового и подсолнечного масла, жмыха. Завод является одним из крупнейших предприятий по выпуску масла в Северо-Казахстанской области Казахстана.